# Convento de Santiago (Pamplona)
El monasterio de Santiago, también llamado simplemente convento de Santiago, es un edificio renacentista perteneciente a la Orden de Predicadores, o dominicos, ubicado actualmente en el Casco Antiguo de Pamplona (Navarra, España), junto a la Cuesta de Santo Domingo y muy cerca de la casa consistorial. Por metonimia con el fundador de la orden, Santo Domingo, es habitual verlo denominado también como Convento o Iglesia de Santo Domingo.

## Contexto histórico
Aunque no hay noticia concreta del momento, se sabe que estaba fundado a mitades del siglo XIII, aunque «parece que sus inicios se remontan al reinado de Sancho el Fuerte.» El padre Fausto Andía, en su manuscrito sobre la historia del convento redactado durante la primera mitad del siglo XVIII, se aventura, tras diversas conjeturas, a establecer la fecha de 1218 aunque reconoce que no hay base documental directa que lo avale.
Cuando se asientan los dominicos en Pamplona lo hacen extramuros de la ciudad, en la parte meridional, y sobre una ermita dedicada al apóstol Santiago el Mayor construida quizá después del cerco sufrido por Pamplona a manos de las tropas de Carlomagno. La ubicación del monasterio era la explanada del Chapitel y el muro de la Población de San Nicolás» que actualmente se corresponde con el Palacio de Navarra, el edificio del Archivo General de Navarra (antiguo) y la Basílica de San Ignacio. Durante el capítulo provincial de la orden, en 1242, ya hay referencia a su existencia. La cofradía allí fundada atendía y acogía a los peregrinos del Camino de Santiago.

### Antiguo monasterio
Según recoge el Catálogo Monumental de Navarra, «el complejo monasterial se componía de iglesia-ermita y convento formado por claustro, refectorio alto y bajo, huertas, viñas y el "prado de las procesiones". El refectorio bajo era del convento, el alto de la cofradía de Santiago.
Por los datos recopilados en fuentes documentales, el monasterio «presentaba una planta sencilla articulada en torno a un claustro central de planta rectangular» donde, por un lado, en la parte occidental, estaría una iglesia adosada, «de planta basilical», y por el otro lado, en la parte oriental, estaría el convento, «las dependencias de los monjes.» En la parte lateral norte, tras intervenciones arqueológicas, se encontró la necrópolis de monasterio. Por los restos encontrados, apenas con un ajuar asociado, «merece una especial mención la presencia de conchas de vieira, relacionadas con la peregrinación a Santiago de Compostela.» Estos aspectos concuerdan con las fuentes documentales que señalaban «que, prácticamente desde su fundación, en este monasterio existía una cofradía que se ocupaba de atender a los peregrinos.»

### El castillo nuevo o de Santiago
Tras la incorporación de Navarra a la Corona de Castilla (1512) los ingenieros militares, buscando un emplazamiento para el Castillo Nuevo eligieron el solar ocupado por el monasterio dominico. La razón radicaba en que este flanco de la ciudad era uno de los más vulnerables para su defensa. Solicitado el permiso para la expropiación al papa León X, se obtuvo la licencia para ello el 11 de febrero de 1514. Las propiedades dominicas (monasterio, huerta, heredad y viñas) se tasaron en 18.000 ducados y las autoridades se comprometieron a buscarles un nuevo lugar y restituir lo expropiado. Sucesivamente los monarcas castellanos (Fernando el Católico, en 1514, y Carlos I, en 1519) compensaron a los frailes para que construyeran un nuevo convento.
Tras la marcha de los dominicos, se construirá el conocido como castillo de Santiago (en honor al santo titular del convento), un castillo artillero que rápidamente quedará obsoleto desapareciendo de su emplazamiento para dar paso a la construcción de la Ciudadela de Pamplona. No muy lejos de esta fortaleza ya hubo otra levantada por el rey Luis I, el Hutín, entre 1308 y 1310, reaprovechando el material de la recién desolada ciudad de la Navarrería y piedra extraída en Ansoáin, Ezcaba, Cizur, Ezpilce y Guenduláin. Se completaba con estas construcciones, junto al recinto amurallado exterior una estructura urbana de Pamplona que se mantuvo prácticamente intacta hasta principios del siglo XX, incluyendo las nuevas Plaza del Castillo y Plaza Consistorial.

### Nuevo monasterio
El lugar elegido para el nuevo monasterio fue, según informa Martinena Ruiz, la zona llamada «el barranco», situada detrás de la «Casa de la Jurería» (casa consistorial). Actualmente este solar está situado en la calle Mercado, frente a la plaza de Santiago, junto a la casa consistorial y el Mercado de Santo Domingo, y al lado de la calle de Santo Domingo (que recibe el nombre del fundador de la orden).  La investigadora Itziar Zabalza indica que el rey «ordenó que el nuevo convento debía ser construido "debaxo de la plaça y de la Rocha", situándose en el solar ocupado actualmente por el monasterio de Santo Domingo. Este lugar les resultó pequeño y con el tiempo, conforme iban avanzando las obras, se vieron obligados a comprar unas casas vecinas que les eran necesarias para la ampliación de sus dependencias.» La trazada de la iglesia fue realizada entre el julio y diciembre de 1516 por Pedro de Echaburu, maestro cantero vecino de Vergara, y Pedro de Malpaso. En 1520 se coloca la primera piedra y hasta 1568 se continua la primera etapa constructiva, con intervención de Pedro de Echaburu II y Juan de Osés.
El claustro, obra del cantero Francisco Ungareta, se construye entre 1688 y 1703. La fachada se levanta en la segunda mitad del siglo XVIII. 
Durante el primer tercio del siglo XIX, a resultas de las leyes desamortizadoras, el templo fue cerrado al culto en 1836. Poco después se volvió a abrir como iglesia castrense y también se convirtió en lugar de celebración para asociaciones religiosas como las Hijas de María y del Sagrado Corazón.
En este lugar, además, funcionó hasta 1975 el Hospital Militar que fue convertido en 1995 en la sede del Departamento de Educación del Gobierno de Navarra.

## Universidad de Pamplona
En ocasiones denominada también la Universidad de Santiago de Pamplona, nació bajo el impulso de los dominicos y tuvo su sede en el convento, de ahí su denominación. Contaba con las rentas de las Fundaciones Abaurrea y Cruzat. Fue autorizada por un Breve otorgado por Urbano VIII en 1624 y por la Cédula Real que Felipe IV expidió en 1630 y desarrolló sus actividades académicas hasta 1771, en que fue suprimida por Carlos III.